# Ranchi (Schiff)
Die Ranchi war ein 1925 in Dienst gestelltes Passagierschiff der britischen Reederei Peninsular and Oriental Steam Navigation Company (P&O), das im Passagier- und Postverkehr zwischen London und Bombay eingesetzt wurde. Während des Zweiten Weltkriegs diente das Schiff unter der Kennung HMS Ranchi (F 15) als Hilfskreuzer und Truppentransporter. Nach dem Krieg wieder von P&O im Passagierverkehr genutzt, wurde die Ranchi 1953 in Newport abgewrackt.

## Das Schiff
1923 ließ P&O im Rahmen eines Nachkriegsaufbauprogramms vier neue Passagierschiffe auf Kiel liegen. Dies waren die vier Ozeandampfer der so genannten R-Klasse, die nach Städten und Regionen in Indien und Pakistan benannt wurden. Die Ranpura (1925, 16.688 BRT) und die Ranchi wurden bei der Werft Hawthorn, Leslie & Company in Hebburn und die Rawalpindi (1925, 16.695 BRT) und die Rajputana (1926, 16.644 BRT) bei Harland & Wolff Heavy Industries Ltd. in Greenock, einer Außenstelle der Belfaster Werft Harland & Wolff, gebaut. Die 168,2 Meter lange und 21,7 Meter breite Ranchi lief als zweites der Schiffe am 24. Januar 1925 vom Stapel.

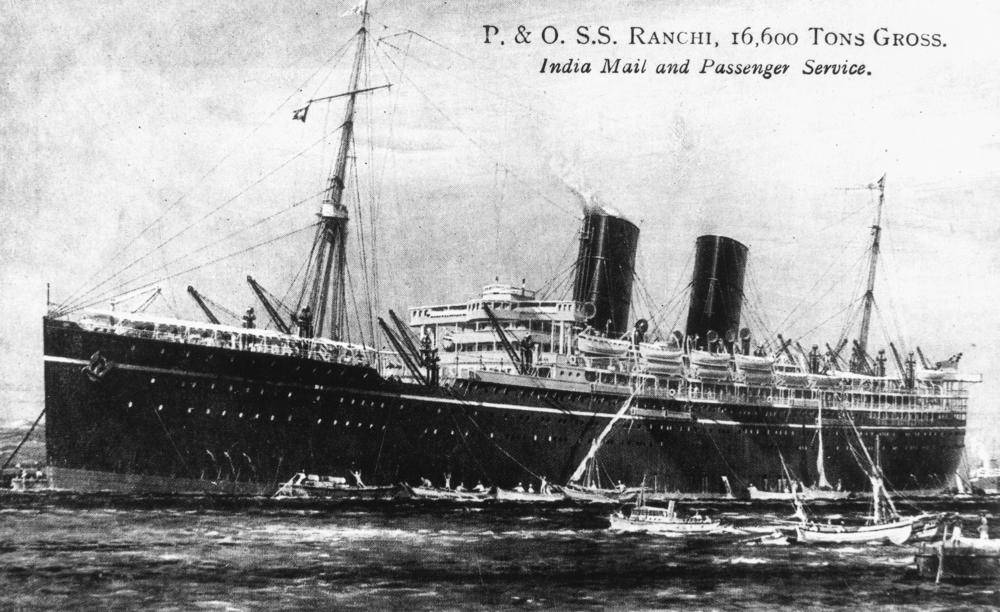
Postkarte

Die Schiffe der R-Klasse hatten einen Rauminhalt von über 16.000 Bruttoregistertonnen, eine Tragfähigkeit von über 8000 Tonnen und waren mit vierzylindrigen Vierfachexpansions-Dampfmaschinen ausgestattet, die eine maximale Reisegeschwindigkeit von 17 Knoten ermöglichten. Sie hatten je zwei Propeller, zwei Masten und zwei Schornsteine. Sie wurden für den Transport von Passagieren, Fracht und Post von London nach Bombay und zurück via Mittelmeer und Sueskanal (India Mail and Passenger Service) gebaut und waren die ersten Schiffe von P&O, die für den Transport von tiefgefrorenen Lebensmitteln ausgerüstet waren. An Bord war Platz für 307 Passagiere der Ersten und 288 der Zweiten Klasse. Mittschiffs auf dem A-Deck befanden sich die Lounge, der Rauchsalon und der Musiksalon der Ersten Klasse. Die Aufenthaltsräume der Zweiten Klasse befanden sich im hinteren Teil des A-Decks und auf dem B-Deck. Für die Innenausstattung der vier Schiffe war größtenteils die Dekorateurin, Pilotin und Schauspielerin Lady Elsie Mackay (1893–1928) verantwortlich. Sie war die jüngste Tochter des P&O-Vorsitzenden James Mackay.
Bei jedem Stapellauf taufte die Ehefrau eines Vertreters der Reederei oder der entsprechenden Werft das jeweilige Schiff. Bei der Ranchi übernahm diese Funktion Elizabeth Jane McIsaac, Lady Addis, die Ehefrau von Sir Charles Stewart Addis (1861–1945), einem P&O-Geschäftsführer. Am 29. Juli 1925 wurde die Ranchi fertiggestellt. Kurz nach der Übergabe an die Reederei fuhr sie rechtzeitig zum Beginn der jährlichen Cowes Week nach Cowes auf der Isle of Wight. Der Earl of Inchcape lud dort zahlreiche Gäste zur Besichtigung auf das neue Schiff und ließ die Ranchi eine Ausflugsfahrt rund um die Isle of Wight machen. Sie blieb drei Tage lang in Cowes und erregte dort ebenso viel Aufmerksamkeit wie die königliche Yacht.

## Zweiter Weltkrieg und späte Jahre
Am 27. August 1939, kurz vor Ausbruch des Zweiten Weltkriegs, wurde die Ranchi von der Royal Navy angefordert und am 23. Oktober 1939 als bewaffneter Hilfskreuzer (Armed Merchant Cruiser) in Dienst gestellt, wobei sie die taktische Kennung F15 erhielt. Sie wurde mit acht 152-mm-Geschützen und zwei 76-mm-Geschützen ausgerüstet. Auch die drei Schwesterschiffe der Ranchi wurden in Hilfskreuzer umgewandelt.
Von Oktober 1939 bis Februar 1942 diente die Ranchi als Geleitfahrzeug für Schiffskonvois im Royal Navy-Verband East Indies Station. Von März 1942 bis Januar 1943 war sie Teil der Eastern Fleet, die aus dem Zusammenschluss der East Indies Station und der China Station entstanden war. Am 16. März 1943 wurde die Ranchi dem Ministry of War Transport (MoWT) überstellt, das sie fortan als Truppentransporter einsetzte. Nach Kriegsende repatriierte sie ehemalige Kriegsgefangene und internierte Zivilisten aus japanischen Kriegsgefangenenlagern.
Am 18. Juli 1947 wurde das Schiff wieder P&O übergeben. Die Ranchi wurde in Southampton und London komplett renoviert, wobei einer der Schornsteine entfernt wurde. Am 17. Juni 1948 lief die Ranchi in Tilbury zu ihrer ersten Nachkriegsfahrt aus. Von 1948 bis 1952 diente sie als Auswandererschiff, wobei sie 15 Überfahrten von Großbritannien nach Australien und zurück durchführte. Am 19. Januar 1953 traf die Ranchi zum Abwracken in Newport (Wales) ein.